# Diplusodon puberulus
Diplusodon puberulus är en fackelblomsväxtart som beskrevs av Emil Bernhard Koehne. Diplusodon puberulus ingår i släktet Diplusodon och familjen fackelblomsväxter. Inga underarter finns listade i Catalogue of Life.